# Saint-Palais, Cher
Saint-Palais là một xã thuộc tỉnh Cher trong vùng Centre-Val de Loire miền trung Pháp.

## Dân số
| 1962                                | 1968 | 1975 | 1982 | 1990 | 1999 | 2008 |
| ----------------------------------- | ---- | ---- | ---- | ---- | ---- | ---- |
| 511                                 | 536  | 486  | 587  | 602  | 609  | 623  |
| Từ năm 1962 Dân số không tính trùng |      |      |      |      |      |      |